# Lázárföld
Lázárföld (szerbül Лазарево / Lazarevo, németül Lazarfeld) falu Szerbiában a Vajdaságban a Közép-bánsági körzetben.

## Fekvése
Nagybecskerektől 10 km-re keletre fekszik, közigazgatásilag Nagybecskerekhez tartozik.

## Története
1809-ben alapította écskai Lázár Lukács, a falu alapítójának nevét viseli.
1910-ben 1901, túlnyomóan német lakosa volt. A trianoni békeszerződésig Torontál vármegye Nagybecskereki járásához tartozott.
1935-ben 1983 német katolikus hívő élt itt. 1945. márciusában lakosságát a rezsőházi internálótáborba hurcolták. 1809-ben épült római katolikus templomát 1948-ban kezdték bontani, 1975-ben még mindig hordták köveit.
2011. május 26-án itt fogták el sokéves bujkálás után Ratko Mladićot, a Boszniai Szerb Köztársaság hadseregének korábbi főparancsnokát, háborús bűnöst.

## Népesség

### Demográfiai változások[2]
| Lakosok száma | 2499 | 2836 | 3313 | 3430 | 3480 | 3450 | 3308 | 2877 |
|               | 1948 | 1953 | 1961 | 1971 | 1981 | 1991 | 2002 | 2011 |

## Képek

Lázárföld központjában új pravoszláv templom épül (2023. május)
A Lázárföld központjában épülő új pravoszláv templom főbejárata
Tradicionális pravoszláv húsvéti köszöntés a faluközpontban (2023. május)

## Külső hivatkozások
- Lázárföld története Archiválva 2020. április 24-i dátummal a Wayback Machine-ben